# أرت تورنبول
أرت تورنبول (بالإنجليزية: Art Turnbull)‏ هو لاعب اتحاد الرغبي أسترالي، ولد في 28 مايو 1934 في إدمونتون في كندا.